# Dance Reaction
Dance Reaction was een Nederlandse discogroep begin jaren tachtig uit Den Haag en bestond uit vier leden: Glenn van der Hoff, zijn zussen Marlinda en Bridy, en Jeffrey Toorop.
Het bekendst werd de groep in 1982 met het disconummer Disco Train, dat begin 1982 acht weken in de Top 40 stond met als hoogste plaats in februari nummer 6. In het nummer, geschreven door componist Andy Free en tekstdichter Jean Kesteman, waren naast muziek en zang ook treingeluiden zoals stoomfluiten te horen. Het nummer werd geproduceerd in Canada door Frank Sauter en bevat samples uit Vertigo/Relight My Fire van Dan Hartman. Op de B-kant van de single stond het nummer Train Sound. Andere nummers waren Metro Area, Shanks Mare Honey en Honey Puppy is my Name.
Lang heeft de groep niet bestaan. De leden richtten in september 1982 jazzdansgezelschap Djazzex op, waar zij Dance Reaction als een (financieel) opstapje voor zagen.
- MusicBrainz: c938e030-7f64-4232-8228-7359c69616b1
- Virtual International Authority File: 132135991